# John Stewart, 2:e hertig av Albany
John Stewart, 2:e hertig av Albany, död 1536, var en skotsk adelsman och ämbetsman. Han var Skottlands ställföreträdande regent eller riksföreståndare mellan 1514 och 1524.